# Кислова, Нонна Евгеньевна
Нонна Евгеньевна Кислова — советский хозяйственный, государственный и политический деятель.

## Биография
Родилась в 1936 году во Владивостоке. Член КПСС.
С 1956 года — на хозяйственной, общественной и политической работе. В 1956—1996 гг. — комсомольский работник в Приморском крае, первый секретарь Приморского промышленного крайкома комсомола, заместитель заведующего отделом агитации и пропаганды Приморского крайкома КПСС, лектор, заместитель заведующего отделом, секретарь, второй секретарь Первомайского райкома КПСС города Москвы, заведующая отделом школ, секретарь парткома Московского горкома КПСС, первый секретарь Свердловского райкома КПСС г. Москвы.
Делегат XIX партийной конференции.
Живёт в Москве.